# Mas del Carxol (la Sénia)
El Mas del Carxol és una masia de la Sénia (Montsià) inclosa a l'Inventari del Patrimoni Arquitectònic de Catalunya.

## Descripció
Conjunt d'estructures que formaven el mas, la majoria enrunades. La part de corrals i l'era de batre estan envoltats, en el seu perímetre, per un mur de pedra en sec. On l'habitatge i els corrals s'ajunten hi ha un cobert. L'habitatge pròpiament dit consta de planta baixa, amb porta amb muntants de pedra i llinda de fusta. Al primer pis hi ha una finestra amb muntants de pedra i llinda també, i a les altres parets hi ha portes, ja que pel pendent del terreny estan a l'altura d'una planta baixa. Les golfes només es poden apreciar per les marques dels cabirons a les parets.

## Història
L'estructura d'aquesta masia és l'exemple d'adaptació al terreny. Situada a un lloc de pendent l’habitatge està recolzada sobre la mateixa pendent, i a la part baixa se situen els corrals, de manera que a l'hivern l'escalfor dels animals dona a la casa. El primer pis té sortida per dues cares a la part exterior com si fos planta baixa, mesura preventiva davant la neu.